# Bent County
Das Bent County [bɛnt] ist eine Verwaltungseinheit (County) im Südosten des US-Bundesstaates Colorado, der im Jahr 1874 gegründet wurde und auf einer Fläche von rund 4000 km² eine dünn besiedelte Region der Plains umfasst. Die rund 6000 Einwohner des Bezirks leben fast ausschließlich in den Flusstälern des Arkansas im nördlichen Teil von Bent; die Hälfte von ihnen in Las Animas westlich des John-Martin-Reservoirs. Der Verwaltungssitz (County Seat) ist Las Animas.

## Geographie
Das Bent County liegt im Südosten von Colorado und grenzt an die Countys: Prowers im Osten, Otero im Westen, Kiowa im Norden sowie Las Animas und Baca im Süden. Im County befindet sich der John Martin Reservoir State Park im Park sind über 400 Vogelarten beheimatet.

## Demografische Daten

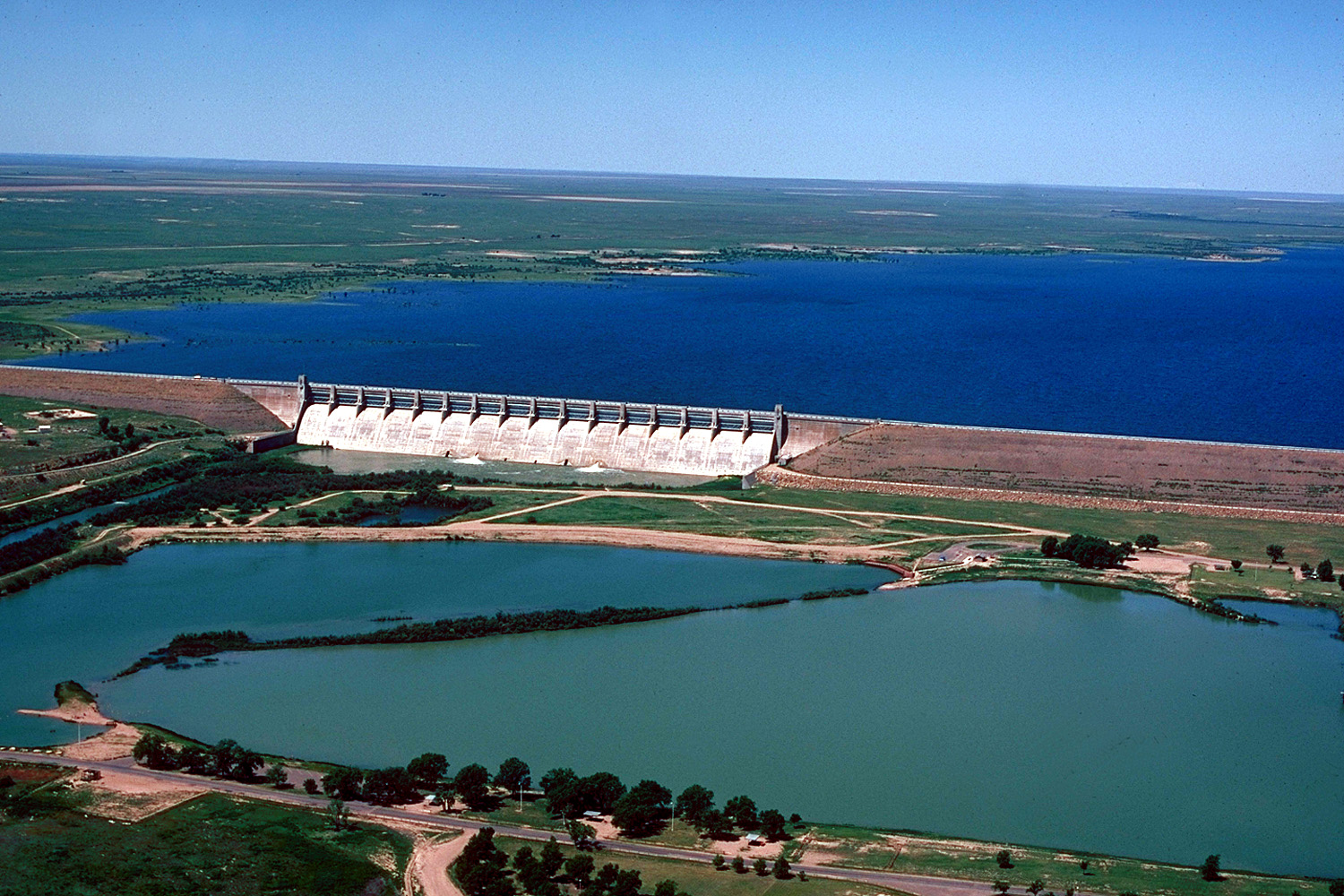
Das John Martin Reservoir mit dem John Martin Dam, gespeist durch den Arkansas River

Nach der Volkszählung im Jahr 2000 lebten im County 5.998 Menschen. Es gab 2.003 Haushalte und 1.388 Familien. Die Bevölkerungsdichte betrug 2 Einwohner pro Quadratkilometer. Ethnisch betrachtet setzte sich die Bevölkerung zusammen aus 79,53 Prozent Weißen, 3,65 Prozent Afroamerikanern, 2,23 Prozent amerikanischen Ureinwohnern, 0,57 Prozent Asiaten und 10,25 Prozent aus anderen ethnischen Gruppen; 3,77 Prozent stammten von zwei oder mehr Ethnien ab. 30,24 Prozent der Bevölkerung waren spanischer oder lateinamerikanischer Abstammung.
Von den 2.003 Haushalten hatten 32,5 Prozent Kinder und Jugendliche unter 18 Jahre, die bei ihnen lebten. 53,5 Prozent waren verheiratete, zusammenlebende Paare, 11,4 Prozent waren allein erziehende Mütter. 30,7 Prozent waren keine Familien. 27,2 Prozent waren Singlehaushalte und in 12,2 Prozent lebten Menschen im Alter von 65 Jahren oder darüber. Die Durchschnittshaushaltsgröße betrug 2,53 und die durchschnittliche Familiengröße lag bei 3,07 Personen.
Auf das gesamte County bezogen setzte sich die Bevölkerung zusammen aus 23,8 Prozent Einwohnern unter 18 Jahren, 9,3 Prozent zwischen 18 und 24 Jahren, 29,2 Prozent zwischen 25 und 44 Jahren, 21,8 Prozent zwischen 45 und 64 Jahren und 15,9 Prozent waren 65 Jahre alt oder darüber. Das Durchschnittsalter betrug 37 Jahre. Auf 100 weibliche Personen kamen 129,0 männliche Personen, auf 100 Frauen im Alter ab 18 Jahren kamen statistisch 138,7 Männer.
Das jährliche Durchschnittseinkommen eines Haushalts betrug 28.125 USD, das Durchschnittseinkommen der Familien betrug 34.096 USD. Männer hatten ein Durchschnittseinkommen von 22.755 USD, Frauen 24.261 USD. Das Prokopfeinkommen betrug 13.567 USD. 19,5 Prozent der Bevölkerung und 16,6 Prozent der Familien lebten unterhalb der Armutsgrenze. Darunter waren 27,4 Prozent der Bevölkerung unter 18 Jahren und 13,0 Prozent der Einwohner ab 65 Jahren.

## Kultur und Sehenswürdigkeiten

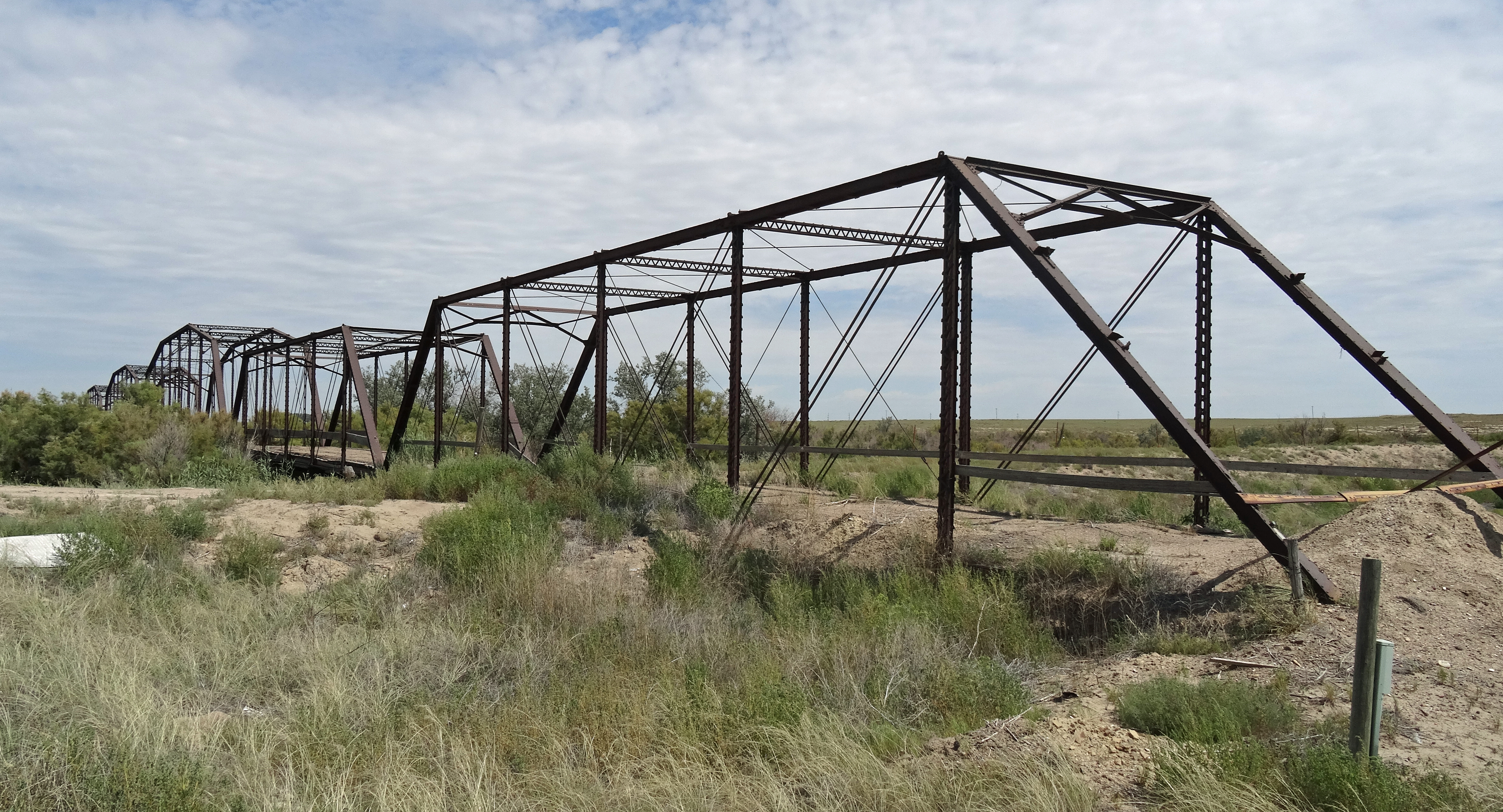
Prowers Bridge (2013). Diese 1902 konstruierte Brücke wurde im Februar 1985 als zweites Objekt des County in das NRHP eingetragen.

Acht Bauwerke, Stätten und historische Bezirke (Historic Districts) des Countys sind im National Register of Historic Places („Nationales Verzeichnis historischer Orte“; NRHP) eingetragen (Stand 29. Juli 2022), darunter das Gerichts- und Verwaltungsgebäude des County, ein Wegstück des Santa Fe Trail und eine Schule.

## Orte
- Able
- Big Bend
- Boggsville
- Caddoa
- Cornelia
- Gilpin
- Hasty
- Hilton
- Keesee
- Keller
- Kreybill
- Las Animas
- Las Animas Junction
- Lubers
- Marlman
- McClave
- Melina
- Ninaview
- Old Fort Lyons
- Prowers
- Riverdale
- Ruxton
- Toonerville
- Wareland